# Bertilla di Marœuil
Bertilla di Marœuil (... – Marœil-lez-Arras, 697) è venerata come santa.
Nacque in data ignota e morì nel 697 a Marœil-lez-Arras. Figlia di Ricomero e di Gertrude (signori degli Atrebati), è stata canonizzata l'8 ottobre 1081.

## Biografia
Vissuta nel VII secolo da nobile famiglia, consacrò la sua vita alla preghiera. Dietro sollecitazioni dei genitori sposò un nobile locale. Rimasta vedova, distribuì tutti i suoi beni ai poveri della Chiesa, trattenendo solo una modesta abitazione nei pressi della chiesa e vivendo in continua preghiera. Durante una forte siccità, santa Bertilla pregò con dei contadini e percuotendo il suolo con il suo bastone fece sgorgare una fonte. L'abbazia di Sant'Amando e Santa Bertilla di Marœuil fu fondata per conservare le sue reliquie. Ella sposò un Signore dell'Alvernia. Alla morte del marito, vendette tutte le sue proprietà e tornò a Marœuil, ove fece costruire una chiesa in onore di Sant'Amando.